# Baldwin Street
Baldwin Street est une rue de la banlieue de Dunedin en Nouvelle-Zélande.

## Situation et accès
C'est une rue courte en ligne droite d'un peu moins de 350 mètres, passant approximativement de 30 m d'altitude à 100 m à son sommet, soit une pente moyenne de 20 %.
Cependant, les derniers 161 mètres ont un dénivelé de 47 m, ce qui procure une pente de 30 %. Un maximum de 35 % de pente existe près du sommet.

## Origine du nom
La rue porte le nom de William Baldwin (en) (1836-1917), député néo-zélandais de la région d'Otago. 

## Historique
De 1987 à 2019 puis à partir de 2020, elle est reconnue comme étant la rue la plus pentue du monde. 
Elle est détrônée en juin 2019 par Ffordd Pen Llech à Harlech au Pays de Galles mais son record est rétabli en 2020.

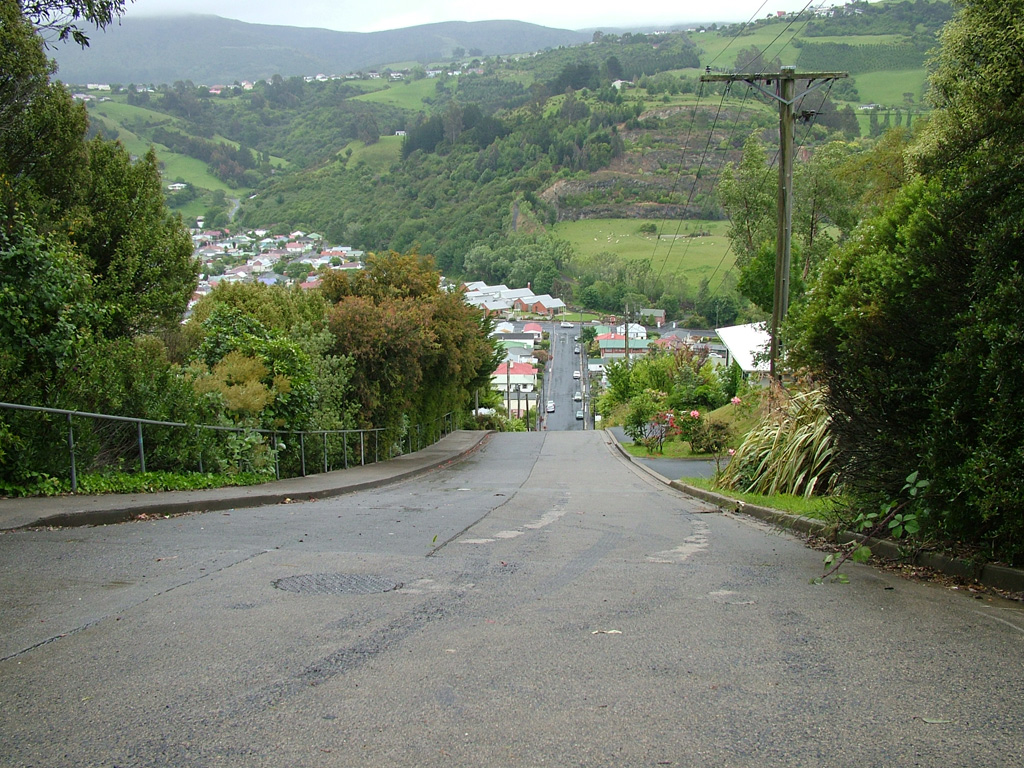
Vue vers le bas de la rue.
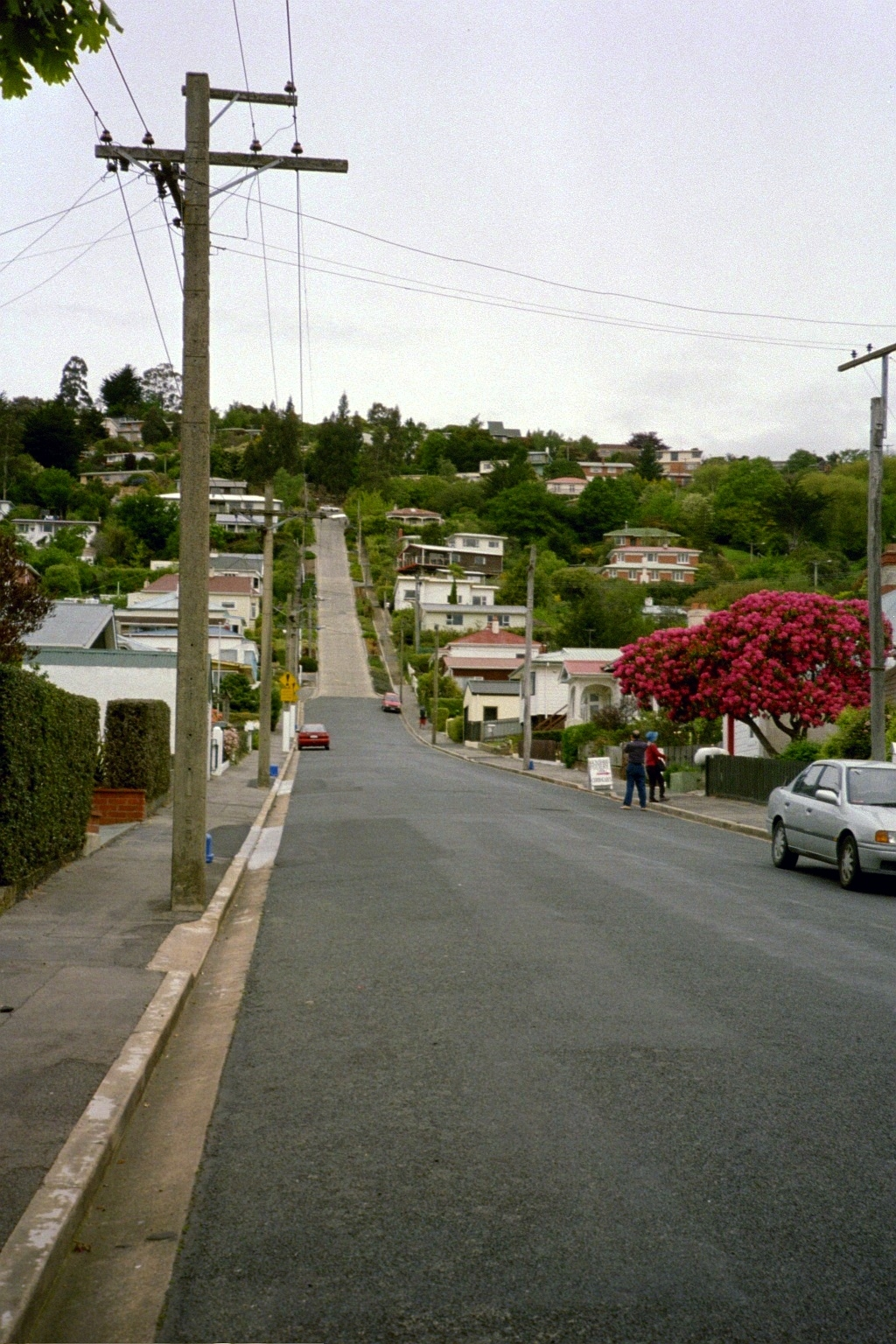
Vue de loin.
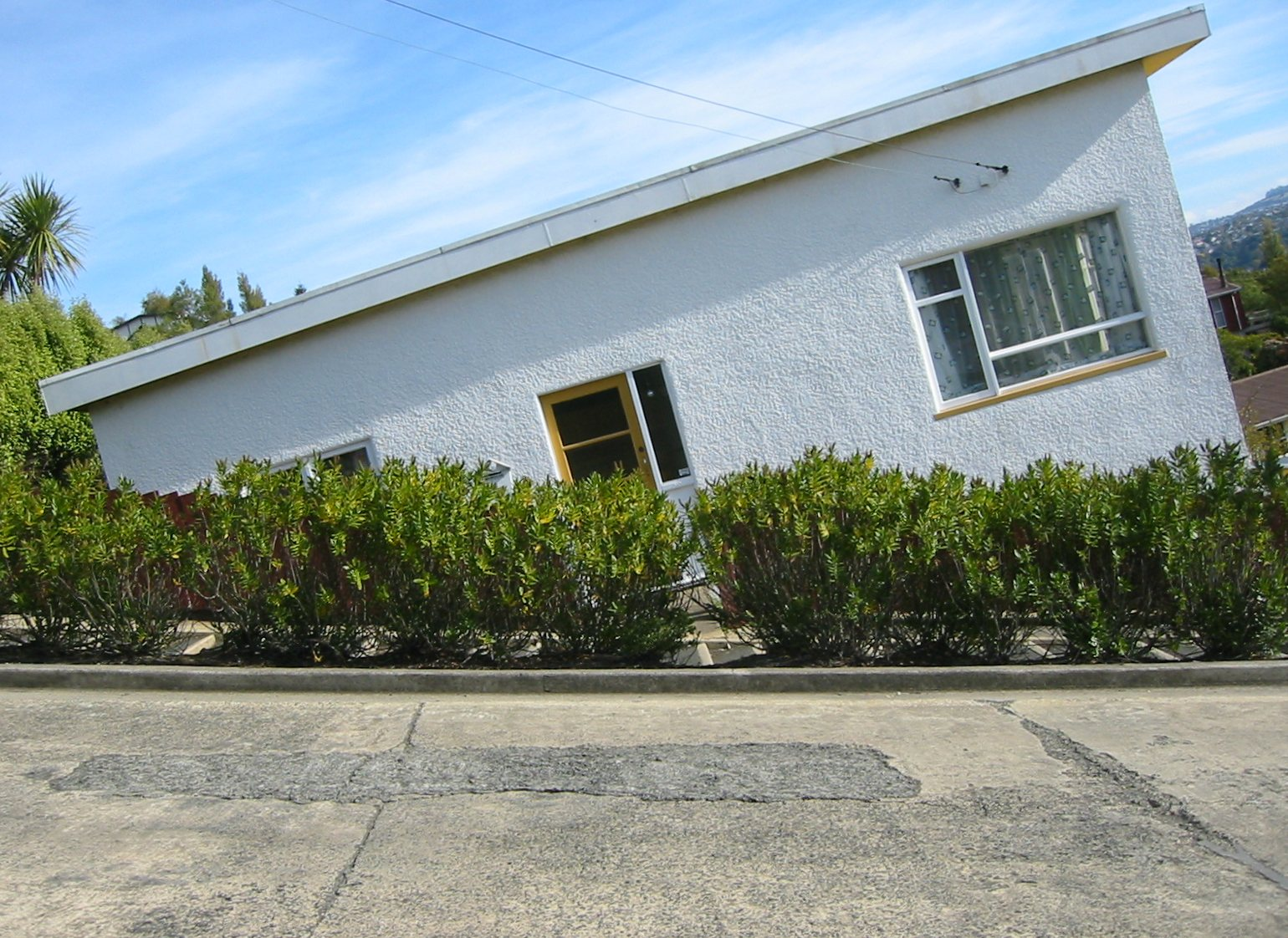
Prise de vue parallèle au sol.
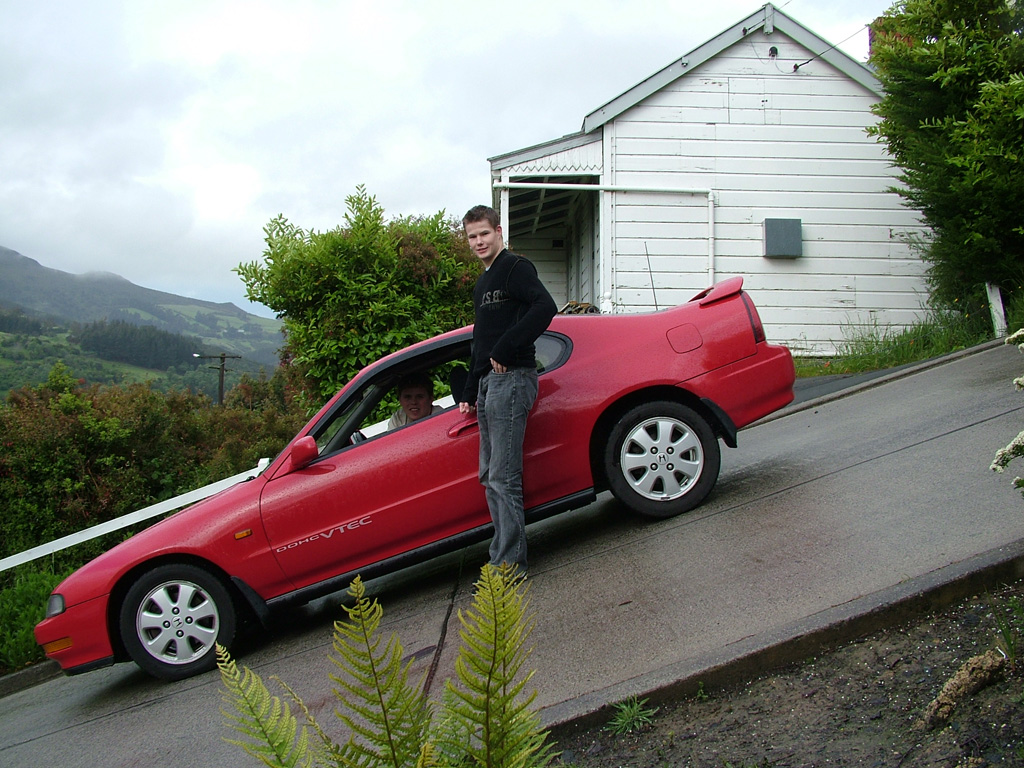
Voiture stationnée avec piéton.
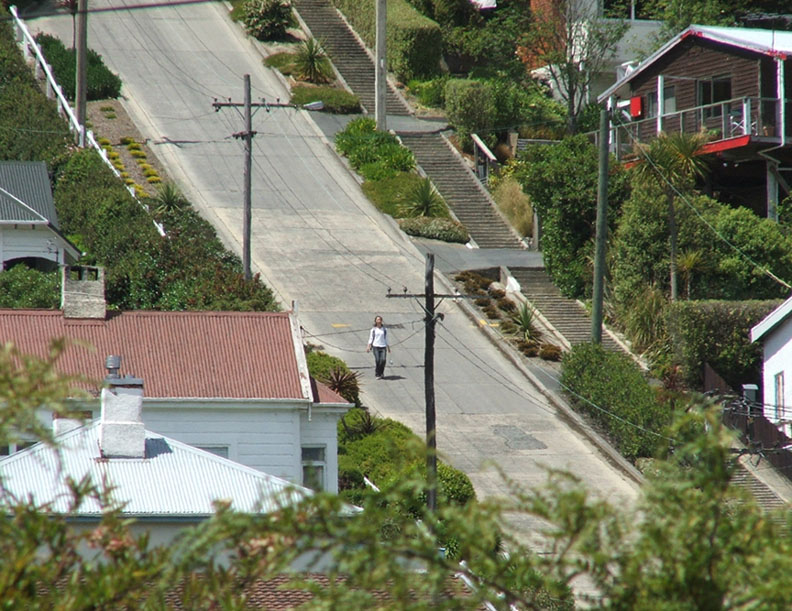
Vue éloignée.